# Microdrupeus insularis
Microdrupeus insularis is een keversoort uit de familie Ptilodactylidae. De wetenschappelijke naam van de soort is voor het eerst geldig gepubliceerd in 1993 door Nakane.